# أوسكار كيندال
أوسكار كيندال (بالإنجليزية: Wilfrid Kendall) هو إحصائي بريطاني، ولد في 5 نوفمبر 1954 في أكسفورد في المملكة المتحدة.